# Christus-Rosenkranz

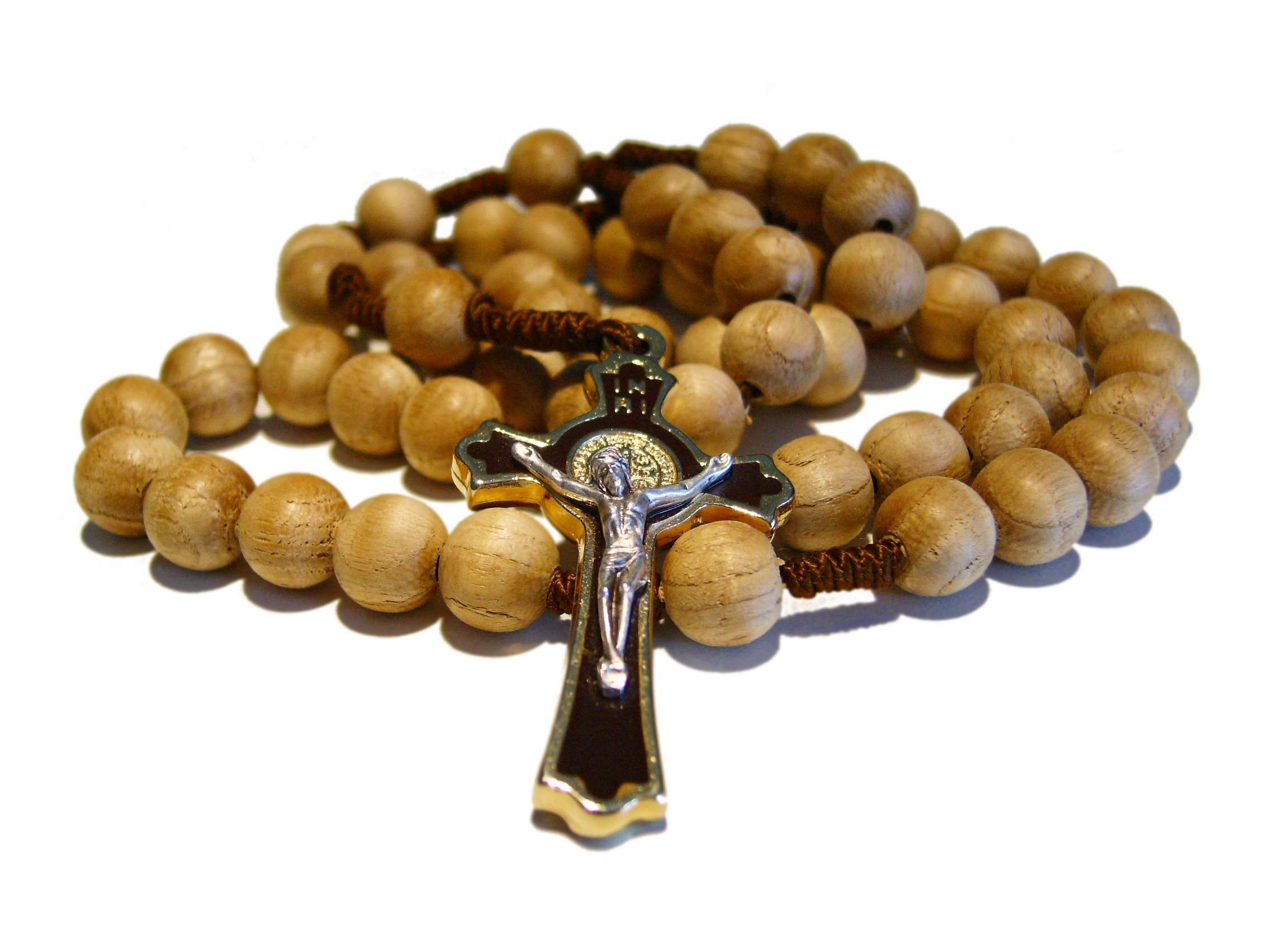
An einer solchen Perlenkette wird der Christus-Rosenkranz gebetet.

Der Christus-Rosenkranz ist eine protestantische Abwandlung des Rosenkranzes.

## Entwicklung
Seine Wurzeln hat der Christus-Rosenkranz in den 1960er Jahren, in dem Bemühen der protestantischen Michaelsbruderschaft, die meditative Gebetsweise für den Protestantismus wiederzugewinnen.
Im Zuge dieser Bemühungen entwickelte Paul Rohleder das von ihm sogenannte Kranzgebet, ein Gebet, das zur biblischen Betrachtung hinführen sollte. Diese Gebetsweise konnte sich jedoch nicht durchsetzen. Es fehlte ihr das einfache und immer wiederkehrende anderer meditativer Gebete wie etwa des katholischen Rosenkranzgebetes. Das Rosenkranzgebet konnte jedoch von den Protestanten nicht einfach übernommen werden, da es theologisch fraglich schien, ob es sinnvoll sei, Maria betend anzurufen.
Hier setzen Rudolf Ehrat, Herbert Goltzen und Walter Stökl an. Sie wollten den bekannten und bewährten Aufbau des Rosenkranzes beibehalten, auch den Namen und die gleiche Gebetskette, und nur den sich immer wiederholenden Rahmenvers ändern.

## Rahmenvers
Der Christus-Rosenkranz unterscheidet sich vom Rosenkranz vor allem dadurch, dass statt des Ave Maria mit seinen Geheimnissen ein anderer Rahmenvers mit eigenen Geheimnissen gebetet wird:
Eine frühere Formulierung lautete:
Gepriesen sei der Herr, der Allmächtige und Barmherzige, Gottes und Marien Sohn, Jesus, der […] (Einfügung des Geheimnisses).
Wir beten dich an, Herr Jesus Christus und benedeien dich, in deinem heiligen Kreuz hast du die Welt erlöst.
In der aktuellen fünften Auflage des  Evangelischen Tagzeitenbuches heißt der Rahmenvers (theologisch wohl präziser):
Gelobt sei, der da kommt im Namen des Herrn: Jesus Christus, Gottes und Marien Sohn, der […] (Einfügung des Geheimnisses).
Wir beten dich an, Herr Jesus Christus, und preisen dich, denn durch dein heiliges Kreuz hast du die Welt erlöst.
Als Geheimnisse werden Betrachtungen des Heilsmysteriums Christi eingesetzt:
- der menschgewordene Herr
- der leidende Herr
- der auferstandene Herr
- der erhöhte Herr
- der Herr seiner Kirche
- der Herr der Engel
- der Sohn der Jungfrau Maria
- der Herr seiner Zeugen

## Geheimnisse
An Geheimnissen gibt es acht vorformulierte Geheimnisreihen zu je fünf Geheimnissen. Der ersten vier Geheimnisreihen orientieren sich an den Zeiten des Kirchenjahres. Sie behandeln die Themen: Menschwerdung, Leiden, Auferstehung und Erhöhung Jesu. Die weiteren vier behandeln die Thematik „heilige Kirche – Gemeinschaft der Heiligen“ mit den Bereichen „Der Herr der Kirche“, „Der Dienst der Engel“, „Die Mutter des Herren“ und „Die Wolke der Zeugen“.
Die Geheimnisse der Reihe „Der Herr der Kirche“ lauten beispielsweise:
- der bei uns ist bis ans Ende der Welt.
- der sitzt zur Rechten Gottes, des Vaters.
- der seine Kirche leitet durch den Heiligen Geist.
- der unsern Hunger stillt mit dem Brot des Lebens.
- der sein Volk zusammenbringt von den Enden der Erde.[1]

## Gebetsweise

Schematische Darstellung des Christus-Rosenkranzes

Gebetet wird der Christus-Rosenkranz wie folgt:
- Im Namen des Vaters und des Sohnes und des Heiligen Geistes. - Amen.
- Apostolisches Glaubensbekenntnis, dabei wird das Kreuz in der Hand gehalten,
- Ehre sei dem Vater und dem Sohn und dem Heiligen Geist, wie im Anfang, so auch jetzt und allezeit und in Ewigkeit. - Amen.
- Vater Unser, an der ersten großen Perle,
- drei Mal den Rahmenvers mit eingefügten Bitten, an den folgenden drei kleinen Perlen,
  1. um Glaube: der in uns den Glauben mehre,
  2. um Hoffnung: der in uns die Hoffnung stärke und
  3. um Liebe: der in uns die Liebe entzünde,
- Ehre sei dem Vater und anschließend
- fünfzig Mal den Rahmenvers in Zehnergruppen (Gesätze) gegliedert. In jeder Zehnergruppe wird jeweils nach dem ersten Teil des Rahmenverses ein so genanntes Geheimnis eingefügt, ein Glaubenssatz, der dem Neuen Testament entstammt und das Leben Jesu betrachtet.

Jedes Gesätz wird eingeleitet mit dem Vater unser (an der großen Perle) und abgeschlossen mit dem Ehre sei dem Vater (an der großen Perle).